# Rhumatologie
Ne doit pas être confondu avec Rhume.

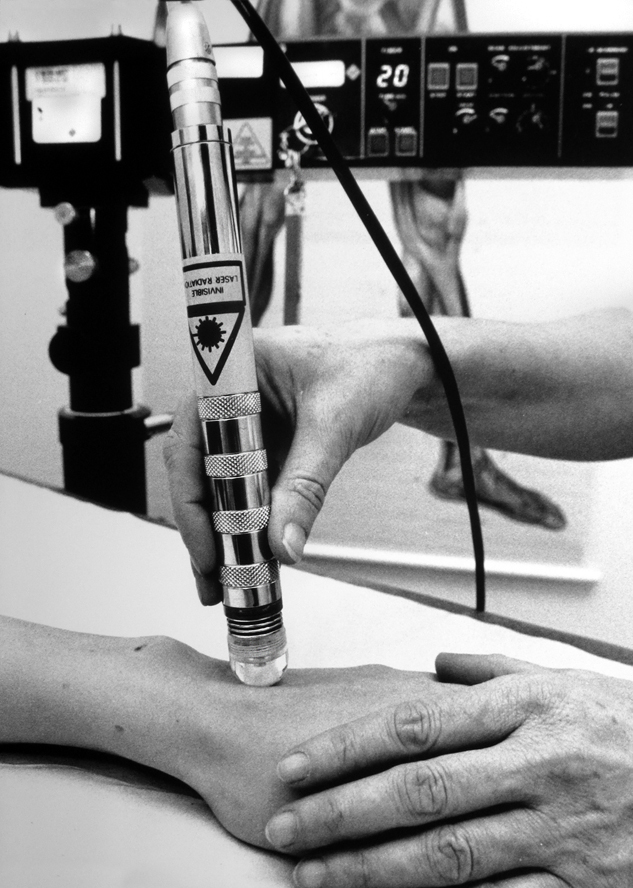

La rhumatologie est une spécialité médicale qui s'intéresse au diagnostic et au traitement des maladies de l'appareil locomoteur, c'est-à-dire des maladies des os, des articulations, des muscles, des tendons et des ligaments. Les rhumatologues (médecins spécialisés en rhumatologie) soignent également certaines affections neurologiques périphériques comme la sciatique et surtout l'ensemble des rhumatismes inflammatoires et maladies auto-immunes qui peuvent avoir de nombreuses manifestations extra-articulaires : peau, yeux, reins, intestins, poumons, etc.

## Maladies
Ces pathologies peuvent être classées en familles :
- maladies inflammatoires : polyarthrite rhumatoïde, spondylarthrite ankylosante, lupus érythémateux disséminé… en général d'origine auto-immune
- maladies d'origine infectieuse : arthrite septique, spondylodiscite
- maladies du squelette : arthrose, ostéoporose…
- maladies d'origine néoplasique : tumeurs bénignes et malignes
- maladies d'origine métabolique : goutte, chondrocalcinose articulaire…
- maladies d'origine dysplasique : affections génétiques des os…
- autres maladies touchant les articulations, comme l'algoneurodystrophie…

Ces groupes de maladies s'expriment par des signes osseux ou articulaires communs, il n'y a pas « un rhumatisme » mais des rhumatismes ou des pathologies ostéoarticulaires de causes différentes et donc de pronostic différent.

## Maladies inflammatoires
- ostéomyélite
- polyarthrite rhumatoïde
- lupus érythémateux
- syndrome de Sjögren
- sclérodermie systémique
- dermatomyosite
- polymyosite
- pseudo-polyarthrite rhizomélique
- arthrose
- arthrite septique
- goutte, pseudogoutte
- spondylarthropathies
  - spondylarthrite ankylosante
  - syndrome de Reiter
  - rhumatisme psoriasique
  - spondylite entéropathique
  - arthrite réactionnelle
- vascularite
  - périartérite noueuse
  - purpura de Henoch-Schönlein
  - maladie sérique
  - granulomatose de Wegener
  - artérite a cellules géantes (maladie de Horton)
  - artérite de Takayasu
  - maladie de Behçet
  - maladie de Kawasaki (syndrome mucocutané des ganglions lymphatiques)
  - maladie de Buerger (thromboangiite obliterans)

## Traitement

### Maladies inflammatoires
- Les anti-inflammatoires non-stéroïdiens (ou AINS) sont souvent utilisés en premier lieu pour le diagnostic et pour contrer l'inflammation

- Les traitements de fond type salazopyrine en encore méthotrexate sont utilisés quand les AINS ne sont plus suffisants ou lorsqu'ils ont produit des effets secondaires

- Les biothérapies ou biosimilaires (anti-TNF alpha par exemple) dans les cas de maladies sévères, très douloureuses et/ou handicapantes

- Les antalgiques sont souvent très utiles

- Les opiacés sont parfois utilisés avec d'autres antalgiques mais il est rare que les médecins en prescrivent à cause de leurs effets d'accoutumance.

À compléter